# 柳生連也斎 秘伝月影抄
『柳生連也斎 秘伝月影抄』（やぎゅうれんやさい ひでんつきかげしょう）は1956年に公開された日本映画。

## スタッフ
- 製作：酒井箴
- 企画：辻久一
- 監督：田坂勝彦
- 助監督：黒田義之
- 脚本：鈴木兵吾
- 原作：五味康祐
- 撮影：杉山公平
- 音楽：鈴木静一
- 美術：内藤昭
- 録音：大角正夫
- 照明：岡本健一
- スチール：松浦康雄

## キャスト
- 柳生兵介：市川雷蔵
- 鈴木慶四郎：勝新太郎
- 宮本武蔵：黒川弥太郎
- 徳川光友：林成年
- 柳生茂右衛門：夏目俊二
- さん：立花宮子
- 美和：角梨枝子
- 徳川義直：三津田健
- 渡辺守綱：香川良介
- 柳生兵庫助：佐々木孝丸
- 美倉好意：南部彰三
- 馬喰熊五郎：光岡竜三郎
- 泉田修：伊達三郎
- 清州十右衛門：市川小太夫
- 高田三之丞：堀北幸夫
- 直平：水野浩
- 馬方助六：藤川準